# Krepcea, Tărgoviște
Krepcea (în bulgară Крепча) este un sat în comuna Opaka, regiunea Tărgoviște,  Bulgaria. 

## Demografie
Componența etnică a satului Krepcea
     Turci (85,11%)
     Nicio identificare (14,42%)
     Altele (0,46%)
La recensământul din 2011, populația satului Krepcea era de 1.303 locuitori. Din punct de vedere etnic, majoritatea locuitorilor (85,11%) erau turci. Pentru 14,42% din locuitori nu este cunoscută apartenența etnică.